# جان لويس تريو
جان لويس تريو (بالفرنسية: Jean-Louis Triaud) ( في بوردو) رئيس نادي بوردو الفرنسي الذي يلعب في الدرجة الأولى . تم انتخابه للمرة الأولى في سنة 1996 وفي سنة 2002 تم التجديد له .